# Јован Мићић
Јован Мићић био је златиборски хајдук и један од бораца у Првом српском устанку. За вријеме Другог српског устанка био је предводник Златибораца, а након устанка, у Обреновићевској Србији, са титулом кнеза рујанског, сердара ужичке нахије и полковника ужичког апсолутистички је управљао овим крајем. Био је веома одан династији Обреновића, а са Милошем Обреновићем је био и веома присни пријатељ. Био је и побратим Смаил-аге Ченгића и пријатељ владике Петра II Петровића Његоша. У сваком погледу је био веома утицајна личност тог доба. Међутим, са првим падом Обреновића, пао је и Јован Мићић. Умро је од глади у заробљеништву, како су му и предвидјели пророци Тарабићи, онда кад је то било најмање вјероватно.
У првој половини XVIII вијека, отац Јована Мићића, Гаврило Гараб, чији преци воде поријекло од чувеног црногорског јунака и хајдука Баја Пивљанина, доселио се у златиборско село Мачкат, гдје се Јован родио око 1785. године. Гаврило се убрзо са породицом вратио у завичај, али непосредно пред Српску револуцију поново је дошао на Златибор, сада у село Рожанство. Ни ту се није дуго задржао, већ је након краћег времена отишао у Чајетину и подигао кућу у засеоку Мушветама. Данас нема директних Јованових потомака на Златибору, али потомци златиборске породице Мићића и даље живи у Рожанству и Чајетини. Међутим, новија истраживања довела су у питање неке од ставки из овог предања. Укрштање архивских података из дефтера џизје Казе Ужице из 1795. године и података о пореклу Мићића из рукописа професора и директора Ужичке гимназије и народног посланика Михаила Живковића, уз генетичко-генеалошку анализу, показало је да Мићићи воде непосредно порекло из Кремана, где су били у патрилинеарном сродству са прецима данашње фамилије Селаковић.

## Први српски устанак
Пред Први српски устанак, Мићић је отишао у хајдуке, али чим је Златибор ослобођен од Турака, ступио је у личну пратњу Милоша Обреновића. Захваљујући јунаштву, убрзо је постао буљубаша тадашњег златиборског војводе Михаила Радовића, који је био организатор устанка на Златибору. Потпунијих података о његовој активности у првом устанку нема, изузев да се истакао у борби код Лознице 1810. године, а вјероватно је учествовао и у борбама са Скопљак-пашом и Бубњевић-агом. У овом периоду његова улога није била нарочито значајна, што је и разумљиво, јер се борио у сјенци устаничких војвода и њихове славе.
Послије слома устанка, Мићић се, слично Михаилу Радовићу, повукао у шуму, гдје је са својим хајдуцима имао сигурна упоришта.

## Други српски устанак
Ратну и политичку каријеру почео је тек 1815. године, када се јунаштвом истакао на Љубићу (код Чачка) и Љубањама (код Ужица). Од тада је дуги низ година био један од првих сарадника Милоша Обреновића и са његовим успоном дошао до високог положаја у државној управи.
Кад је крајем 1815. године почела да се образује прва управна власт у ослобођеним дијеловима Србије, помиње се и име Јована Мићића, али без икакве титуле. Исте године он скупља порез и предаје га Милошу Обреновићу, али у каквом својству, није познато. У писму од 22-гог септембра 1817. године Јован Мићић, Михаило Радовић и Јован Демир потврђују Милошу Обреновићу пријем фермана, па се из тога јасно види да је Мићић у првим данима послије Другог српског устанка дијелио власт са још двојицом људи, тј. да је овим крајем управљао тријумвират Мићић – Радовић – Демир. Када је 1815. године успостављена титула сердара, коју су добијали најзаслужнији људи, она је припала и Мићићу. Звање кнеза добио је 13. децембра 1819. године, у вријеме када је Радовић био тешко болестан, а септембра мјесеца исте године, књаз Милош му даје надзиратељство над Ужичком и Соколском нахијом. Приликом свог одласка на поклоњење султану у Цариград 1835. године, поред драгоцјених дарова, књаз Милош је добио и 22 одликовања нишане ифтихаре, да их раздијели својим најистакнутијим људима. Међу онима који су добили орден налазио се и Јован Мићић.
У почетку свог успона Мићић је у Чајетини подигао кућу са свим потребним зградама које опасује каменим зидом. Она је била позната у Чајетини под именом конак (сердарев конак), и у њој је једна соба носила назив шарена соба, јер је била малана, и у њу је он примао званичне посјете. Нијемци су током Другог свјетског рата 1941. године тенковима срушили конак. Сачувана су само врата од шарене собе, и она се сада налазе у Етнографском музеју у Београду.
Мићићево стално сједиште налазило се у Чајетини, док је понекад, поготову зими, боравио и у Ариљу, гдје је такође подигао кућу. Имао је личну пратњу од око 40 момака-бећара, који су били без породичних обавеза. Издржавао их је о свом трошку и са њима често предузимао нападе на своју руку.
Милан Ђ. Милићевић у својој “Кнежевини Србији“ овако описује Јована Мићића: Гуњ извезен гајтаном, сребрне токе на прсима, чохано одело и лепа долама красили су средњи и пун стас Мићића, а његову појаву чиниле маркантном. На кораку лак, на путу хитар као право чедо златиборско. Брз у одлуци, прек а често и непромишљен у поступцима. Вук Караџић је саветовао кнеза Милоша да га укорева за поједине непромишљености, и само је кнез могао да умири Мићићеву немирну и горштачку природу.
Мићић је одиграо велику улогу у обрачуну књаза Милоша са Карађорђевићима. Априла 1823. године Милош му је у Крагујевцу предао Младена Миловановића, ранијег Карађорђевог предсједника Совјета, да га допрати до Лима и пребаци у Црну Гору. Међутим, Мићићеви момци Леко и Симо Ковач убили су га у Очкој гори при наводном покушају бјекства, а његов леш бацили у пећину Звекару. Његов удио био је велики и у гушењу буна које су избијале против књажевог апсолутизма. Када је 1825. године Милош чуо да се спрема Ђакова буна, поручио је Јовану Мићићу до дође у Крагујевац. Овај је одмах похитао са 500 коњаника и заједно са Вучићем растјерао Ђакову војску. Сердар није напустио Милоша ни у доба највеће буне, подигнуте крајем 1834. године и почетком 1835. од ресавског сердара Милете Радојковића.
Прилике на Златибору, због близине границе, биле су несигурне, па је на њему увијек било потребно присуство једног доброг организатора, дипломате и неустрашивог јунака, а све те особине посједовао је Јован Мићић. Преко њега су ишле политичке и дипломатске везе Србије са Црном Гором и Босном и Херцеговином. Сердар је имао доста поузданих обавјештајаца, који су прелазили границу и доносили му вијести, а он их је даље слао Милошу. 9. августа 1827-ме године извијестио је књаза Милоша да су се вратили посланици упућени црногорском владици, док писмом од 14. октобра исте године јавља да је добио писмо од црногорског митрополита, које је донио отац Мојсеј са препоруком да га испоручи Господару.
За прикупљање војно-политичких података у Босни и Црној Гори Мићић је користио златиборске кириџије. Њихова улога као обавјештајаца је била непроцјењива, јер су њихови подаци увијек били свјежи и вјеродостојни. Највише вијести прикупио је искусни кириџија Тешан Пенезић, који је, на примјер, 27-мог јануара 1832. године дошао у Ужице са веома значајним и увјерљивим подацима. На приједлог ужичког суда, а по жељи Јована Мићића, књаз Милош га је наградио са 20 гроша. Сердар је послао кириџију Стевана Станковића да извиди стање турске војске у Босни, а кад се, почетком 1838-ме године, овај вратио са пута назад у Чајетину, између осталих, донио је и вијест да је црногорски владика ударио на град Клобук. Кад се Сима Милутиновић Сарајлија вратио из Црне Горе од Његоша, јавио се књазу Милошу и добио привремену службу код београдске полиције, али нешто касније постављен је за помоћника тада већ чувеног рујанског сердара Јована Мићића. Вјероватно да је Милутиновић имао неку специјалну мисију у вези са дипломатском активношћу која је преко Мићића ишла из Црне Горе.
Занимљиве су и везе Јована Мићића са гатачко-пивским и дробњачким муселимом Смаил-агом Ченгићем. Од тридесетих до четрдесетих година XIX вијека, они су имали одличне односе, о чему свједочи низ докумената. Чак су се побратимили и један другом кумовали. Исправник Ужичког окружног суда добио је 20. марта 1836. године писмо из Чајетине од сердара, који га обавјештава да ће ускоро стићи у Ужице два сина Смаил-аге на путу за Видин. Августа 1838.-ме године Мићић је јавио Јовану Обреновићу да му је неки Караџић из Криве Ријеке, вративши се из Турске, рекао да се Смаил ага налази под Дурмитором. Најзад, за смрт Смаил-аге Ченгића сердар је сазнао само након неколико дана.
Када је 1839. године књаз Милош отишао из Србије, Мићић је задржао дужност начелника Ужичког округа, на коју је постављен годину дана раније. Обреновићима је и даље остао одан. Августа 1842. године избила је Вучићева буна уперена против Обреновића. Књаз Михаило је 20. августа из Сопота наредио Мићићу да са Јованом Обреновићем хитно дође у Крагујевац и прије бунтовника заузме топове и муницију. На први глас о Вучићевој буни, Мићић нареди дизање народа округа ужичког, а са Јаковићем, капетаном златиборским, и неколико стотина Златибораца, одмах похита у помоћ владару.
Са наоружаним људима Мићић је дошао у манастир Враћевшницу испод планине Рудника. Одатле се војска кретала неорганизовано и 31-вог августа дошла у Трбушницу, гдје се Мићић укопао одбивши да преговара са Вучићем. Овај није имао другог избора него да припреми војску и прихвати борбу. Међутим, када се очекивао одлучујући окршај, Стевча Михаиловић је растурио Чачане и отишао на преговоре са Вучићем. Мићић је остао сам, али за њега настају нове неприлике јер га је већ напустио извјестан дио војске, због чега је био приморан да се повуче на Златибор. Његова намјера је била да се преко Босне и Херцеговине пребаци у Црну Гору.
Након ових догађаја, Мићић је извјесно вријеме остао начелник Округа ужичког, али само формално, јер га је привремено замјењивао Стеван Радуловић. Међутим, нови окружни начелник Миљац Трифуновић са овом титулом добио је и задатак да лиши слободе Јована Мићића. Са пандурима и врачарском војском, нови начелник је, послије борбе, ухватио Мићића на златиборским пашњацима у Зови (данас је то дио Краљевих Вода; док по другој причи, Мићића су ухватили у златиборском селу Семегњеву, у шуми која се данас зове Сердарев гај). Одатле су га везаног спровели у Београд, гдје је био изложен јавним поругама. Вожен је кроз варош на воловским колима која су вукле биволице. Руке су му биле везане конопцима, а ноге оковане у тешке ланце. Вучић је ишао поред кола и говорио окупљеној маси: „Ну, ето ван страшног Мићића, душмана нашег и вашег, који смо верни нашем милостивом цару и цареву уставу. Ну, не бојте га се више, он је сада кротак као јагње. Пљујте га! Пљујте! И јавите милостивом цару да сте га својим очима видели.“ (др Стеван Игњић, „Ужичка нахија“) Ниједан Турчин није смио пљунути Мићића, већ су се само хватали за браде говорећи: „Јазук! Јазук!“
Сердар је имао срећу да није бачен у Врачарску рупу, као остали угледници бившег режима од којих су неки ту и завршили.
Из Београда, Јован Мићић и његови истомишљеници протерани су (али не судском одлуком већ решењем Попечитељства внутрењих дела) у црноречки округ, у Зајечар, и тамо заточени. Оковани су и држани су под строгом контролом под полиције.
Према златиборском историчару, професору Милисаву Р. Ђенићу, сердар јесте био прво затворен у Врачарске рупе, а потом у београдски град, да би затим доспио у злогласну Гургусовачку кулу.
У Гургусовцу (данас Књажевац), Мићић је преживљавао своје најтеже дане. Тешка гвожђа на отеклим ногама створила су му ране, док су му руке, које су некад тако вјешто руковале јатаганом и гађале из кубуре, сада подрхтавале. За рујанског кнеза заинтересовао се и руски конзул у Београду. Он је тражио да се из затвора пусте Цветко Рајовић и Јован Мићић, па ће Русија признати кнеза Александра Карађорђевића. Под тим околностима Мићић је у љето или јесен 1843. године изашао из Гургусовачке куле, али је већ фебруара сљедеће године поново ухапшен.
Кад је пуштен на слободу, дошао је у Чајетину и затворио се у свој конак, постављајући на врата и прозоре барикаде од сандука и дрва. Пошто није хтио да се одазове позиву и дође у Ужице, пандури полицијског капетана стигли су у Чајетину фебруара 1844.. Насилно су провалили врата и савладали Мићића послије гушања и краће борбе ножевима. Спровели су га у Ужице, након чега је с везаним ногама испод коња под строгом стражом спроведен у Крагујевац. Ту га је Чрезвичајни суд, који је имао карактер преког суда, осудио на смрт и притом га лишио свих одликовања, чинова и пензије. Међутим, смртна казна му је замењена „вечитом робијом у лаком гвожђу“. Спроведен је у Гургусовац (данас Књажевац) и у Гургусовачкој кули, у мрачној и мемљивој ћелији, у крајње нехуманим и лошим условима, умро крајем децембра 1844. године. Умро је од глади, молећи за мало чорбе. Његово тијело је 1856. године пренијето и сахрањено у порти Цркве Св. Ахилија у Ариљу.